# Секретные материалы (сезон 10)
Десятый сезон американского научно-фантастического телесериала «Секретные материалы» был показан на территории США с 24 января по 22 февраля 2016 года. Он является одновременно продолжением и перезапуском оригинального телесериала «Секретные материалы», который транслировался с 1993 по 2002 год на телеканале Fox в США. Десятый сезон выполнен в формате мини-сериала (англ. miniseries, event series) и состоит всего из шести серий.
Дэвид Духовны, Джиллиан Андерсон, Митч Пиледжи, а также Аннабет Гиш и Уильям Б. Дэвис вернулись к своим персонажам из оригинального сериала. Робби Амелл и Лорен Эмброуз исполнили роли молодых агентов — Миллера и Эйнштейн, прототипами которых стали агенты Малдер и Скалли.
24 марта 2015 года Fox объявила, что «Секретные материалы» вернутся в эфир в виде мини-сериала из шести эпизодов.
Премьера первой серии состоялась 24 января 2016 года, а второй эпизод вышел уже на следующий день. Российская премьера состоялась на телеканале «ТВ-3» 26 января 2016 года.

## В ролях

### Главные актёры
- Дэвид Духовны — Фокс Малдер, агент ФБР.
- Джиллиан Андерсон — Дана Скалли, врач и агент ФБР.
- Митч Пиледжи — Уолтер Скиннер, заместитель директора ФБР.

### Второстепенные роли
- Уильям Б. Дэвис — Курильщик, бывший правительственный чиновник и заклятый враг Малдера и Скалли, который работал, чтобы скрыть правду о существовании инопланетян и их план по колонизации Земли.
- Джоэл Макхейл — Тед О’Мэлли, союзник Малдера.
- Лорен Эмброуз — агент Эйнштейн, врач, напарник Миллера.[9]
- Робби Амелл — агент Миллер, верящий в паранормальные явления так же, как и Малдер.[9]
- Ализа Веллани — медсестра Сендип, помощник Даны Скалли

### Приглашённые актёры
- Аннабет Гиш — Моника Рейс, агент ФБР.[10]
- Брюс Харвуд[англ.] — Джон Фицджеральд Байерс, член «Одиноких стрелков»[англ.].[11]
- Том Брэйдвуд[англ.] — Мелвин Фрохики, член «Одиноких стрелков».[11]
- Дин Хэглунд[англ.] — Ричард «Ринго» Лэнгли, член «Одиноких стрелков».[11]
- Шейла Ларкен — Маргарет Скалли, мать Даны.[12]
- Аннет Махендру — Света, жертва инопланетного похищения.[13]
- Риз Дарби — Гай Манн.[14]
- Кумэйл Нанджиани — Паша.

## Создание

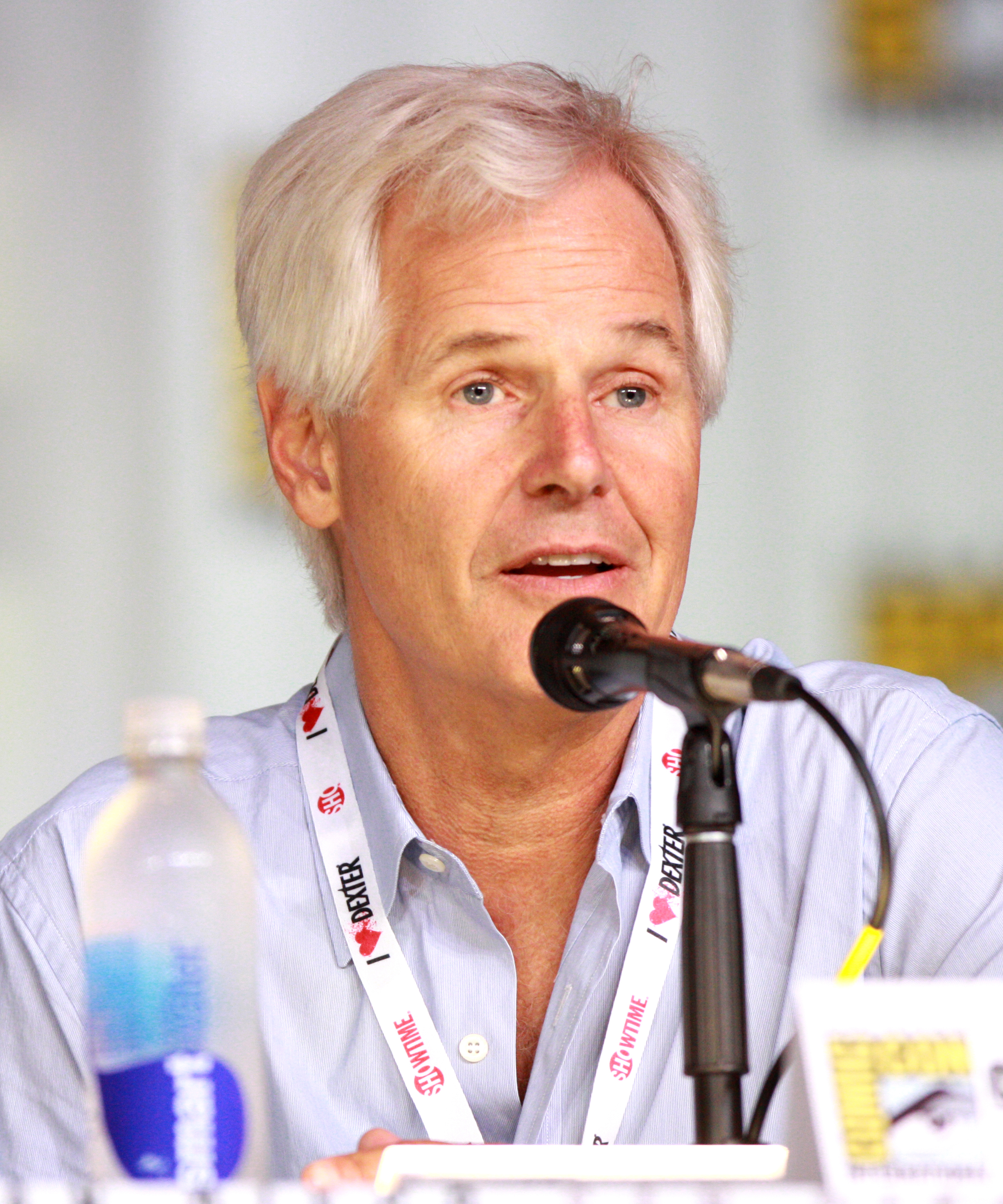
Крис Картер

Оригинальные «Секретные материалы» транслировались с 1993 по 2002 год на телеканале Fox. Сериал рассказывал о приключениях агентов ФБР Фокса Малдера (Дэвид Духовны) и Даны Скалли (Джиллиан Андерсон), их расследованиях преступлений, связанных с паранормальными явлениями. Сериал породил спин-офф «Одинокие стрелки» и два полнометражных фильма: «Секретные материалы: Борьба за будущее» (1998) и «Секретные материалы: Хочу верить» (2008). В нескольких интервью создатель сериала Крис Картер говорил, если второй фильм хорошо покажет себя в прокате, то последует третья часть, сюжет которой вернётся к мифологии сериала, а также расскажет о вторжении пришельцев с целью колонизации Земли. В октябре 2009 года Духовны в интервью сказал, что он хотел бы сняться в новом фильме. Андерсон в августе 2012 года заявила, что ей нравится идея создания третьего фильма. На Нью-Йоркском комик-коне в октябре 2013 года Духовны и Андерсон подтвердили, что они и Картер заинтересованы в съёмке третьего фильма. 17 января 2015 председатель и главный исполнительный директор телекомпании Fox Гэри Ньюман сообщил, что телесеть заинтересована в съёмке продолжения истории, однако не в виде третьего фильма, а в виде возвращения к формату сериала с небольшим количеством серий.

Fox

Духовны сообщил о том, что новые серии будут сочетать в себе как новые истории, так и темы, возвращающие нас в прошлое сериала. Он также отметил, что идея вернуться к формату сериала окрепла после съёмок полнометражных фильмов, так как, на его взгляд, они не оправдали ожиданий. Духовны заметил, что если новые серии получат положительные отзывы, нет причин, чтобы не снимать дальше. Сериал, по его словам, постарается идти в ногу со временем, правда, стать настолько же мрачным и жестоким, как и «Ганнибал», у него вряд ли получится.
Создатель сериала Крис Картер сообщил о том, что поклонники сериала увидят других Малдера и Скалли. Если говорить о романтических отношениях пары во втором фильме, мы видим, что они живут вместе, но не женаты, однако скоро мы увидим, что их отношения изменились. Напомним, что Малдер и Скалли имеют сына Уильяма, но зрители не видели сцен близости между ними, эта часть их отношений всегда оставалась за кадром, оставляя зрителям возможность пофантазировать.

### Подбор актёров
Однажды представитель телеканала Fox Гарри Ньюмен поделился мыслями о возвращении сериала, он сообщил о том, что возрождённый сериал будет включать «всех ключевых игроков»: Картера, Духовны и Андерсон. Председатель совета директоров группы Fox-TV Дана Уолден позже отметила, что выбрать идеальное время, чтобы три ключевых члена команды были свободны, не простая задача. В момент анонса Духовны работал на канале NBC в сериале «Водолей», а Андерсон работала над драмой на телеканале BBC «Грехопадение». Однако обе звезды выразили желание вернуться в сериал, до объявления Ньюмана, Андерсон сказала, что она будет «в полном восторге», если телеканал вновь запустит сериал, Духовны, в свою очередь, сказал, что он будет «более чем счастлив» вновь сыграть агента Малдера.
Митч Пиледжи, который сыграл Уолтера Скиннера, вернётся, как один из ключевых персонажей сериала. Уильям Б. Дэвис, актёр, который играл Курильщика, также сообщил, что его спросили о планах на лето 2015 года, намекая, что его персонаж может вернуться в той или иной форме. Позже, во время шоу у Дэвида Леттермана, Духовны сообщил, что актёры Пиледжи и Дэвис вернутся в сериал. Пиледжи подтвердил своё возвращение в апреле 2015 года. В интервью с XFilesNews.com Картер выразил надежду, что Роберт Патрик (Джон Доггетт) и Аннабет Гиш (Моника Рейс), смогут вернуться в сериал, если им позволит время. Роберт Патрик позже исключил возможность своего возвращения в сериал как агента Доггетта. В свою очередь, Лори Холден не исключает возвращения своего персонажа Мариты Коваррубиас в проект. Джоэл Макхейл появится в качестве приглашённой звезды, и сыграет Тэда О’Мэлли, союзника Малдера. Макхейл был приглашён, после того как Крис Картер увидел его в «Сынах анархии».

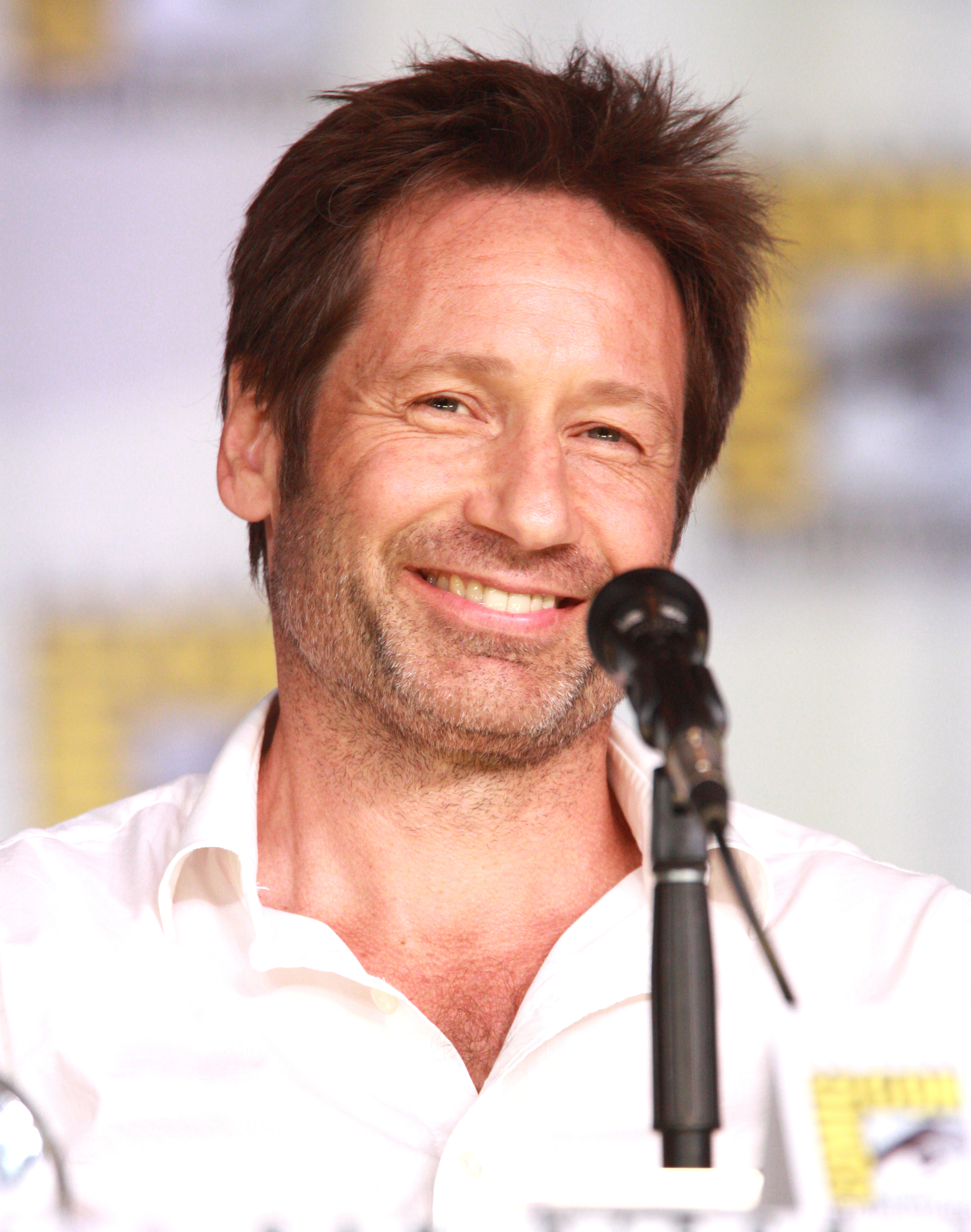
Дэвид Духовны, исполнитель роли агента Малдера
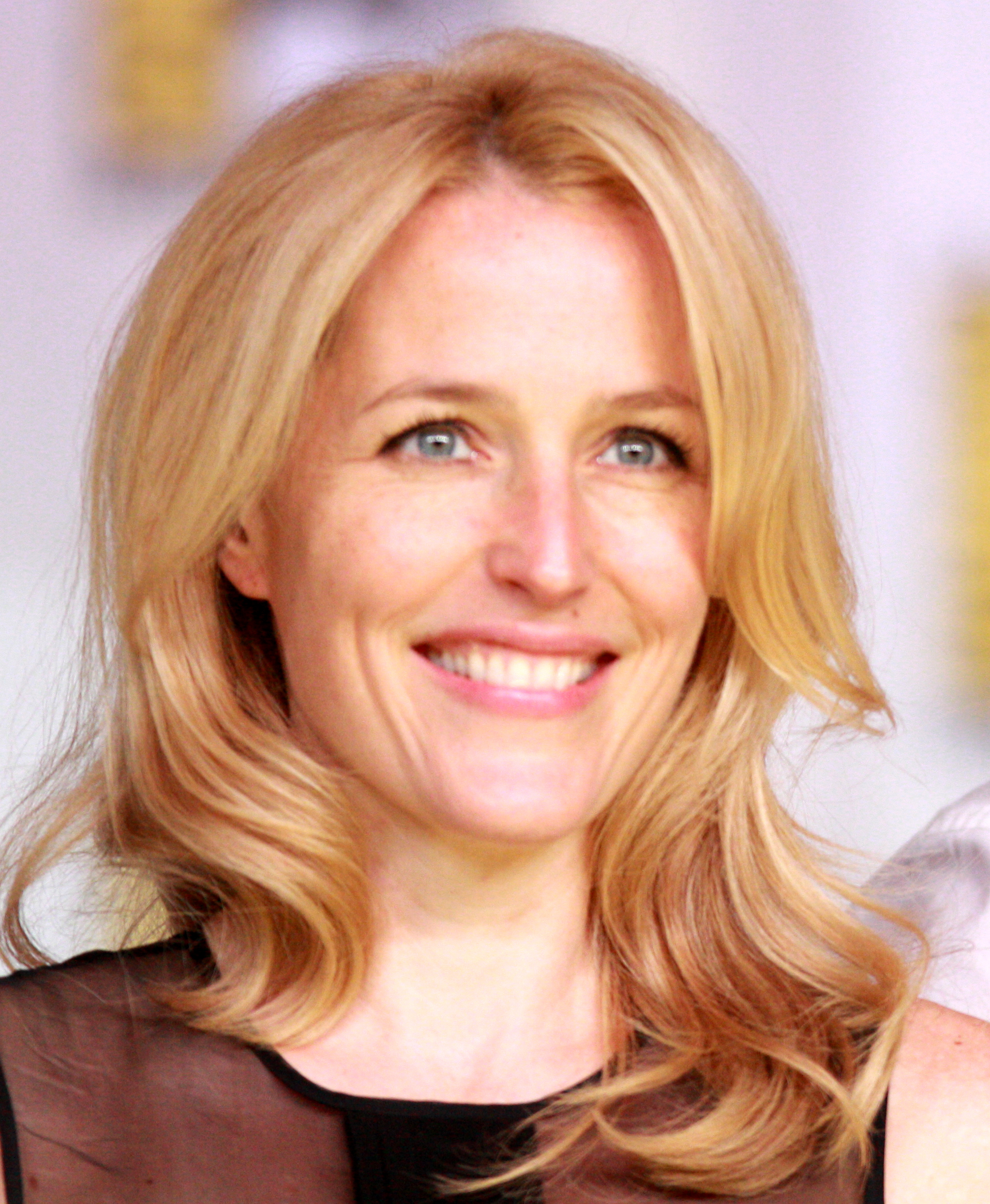
Джиллиан Андерсон, исполнительница роли агента Скалли
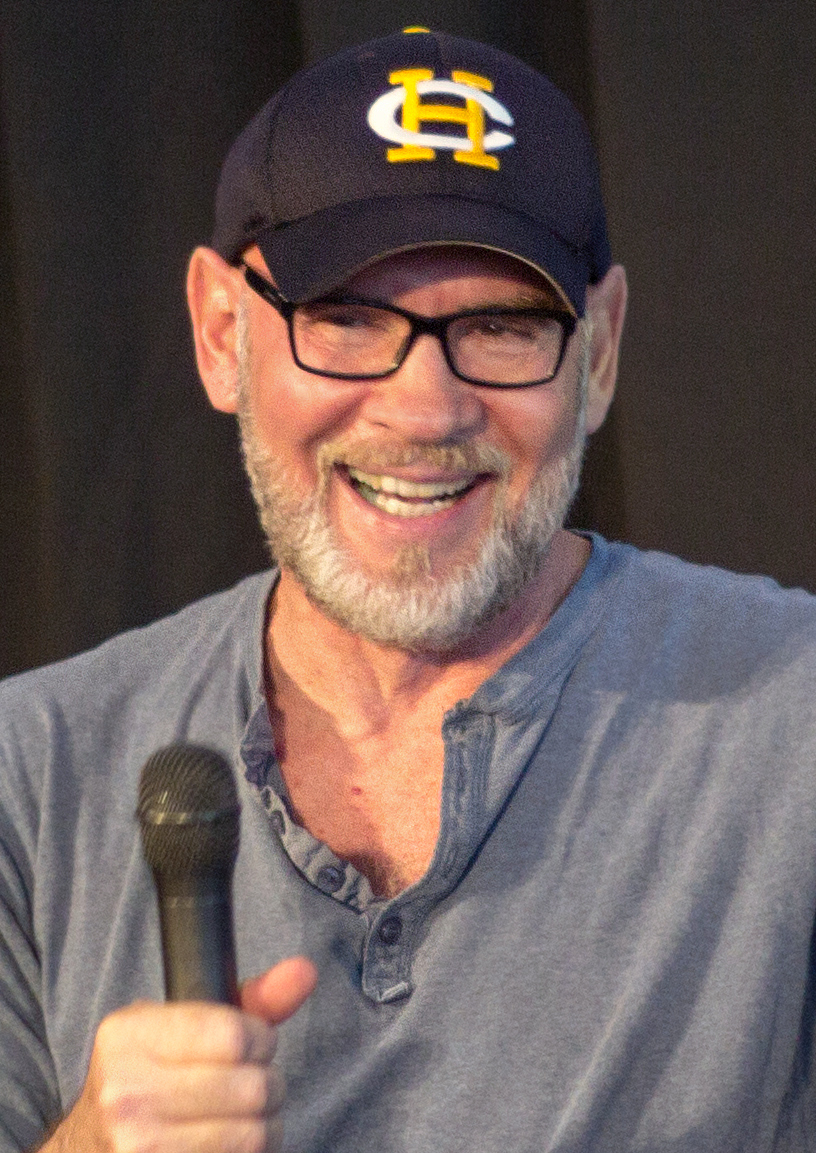
Митч Пиледжи, исполнитель роли Уолтера Скиннера
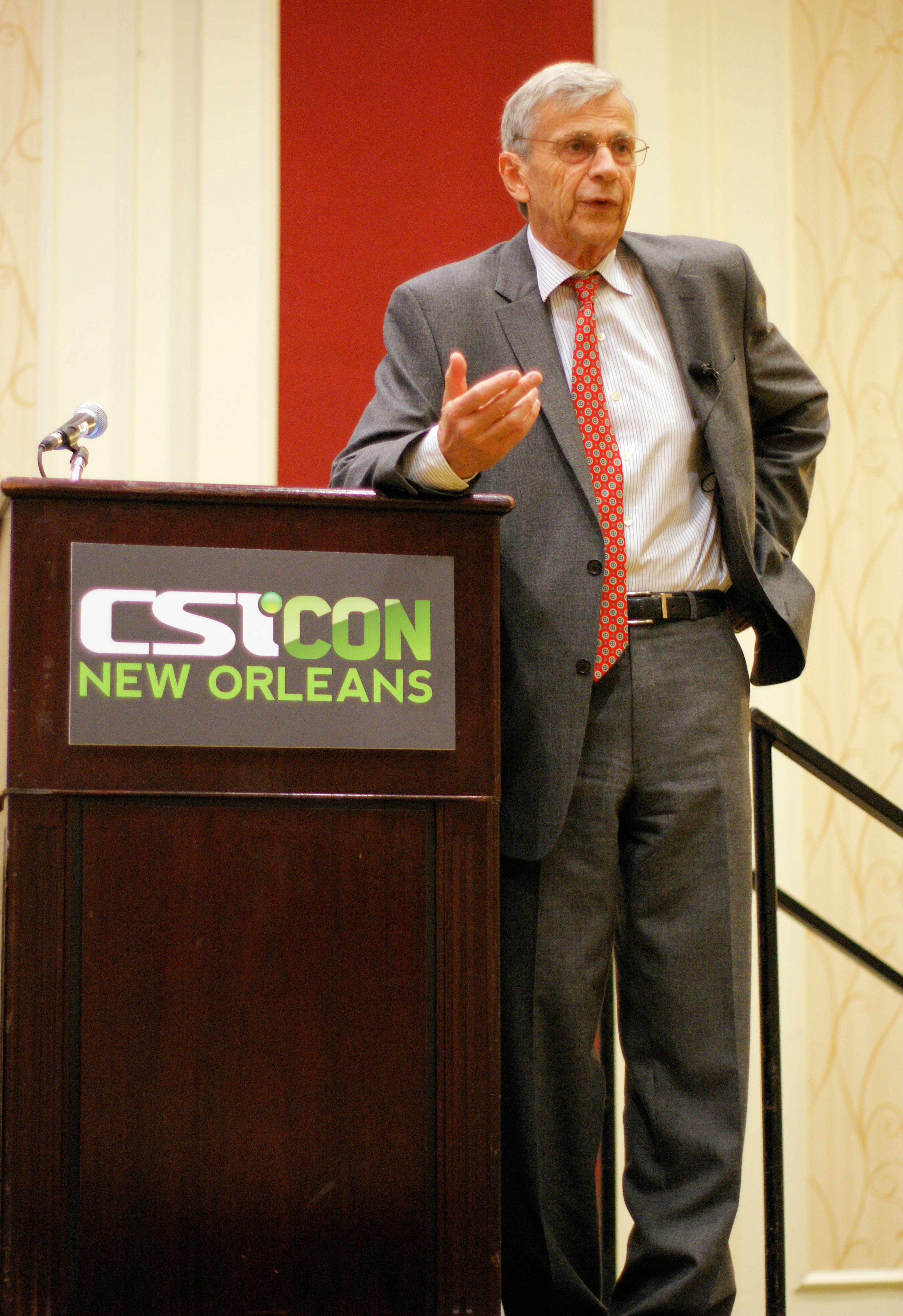
Уильям Б. Дэвис, исполнитель роли Курильщика
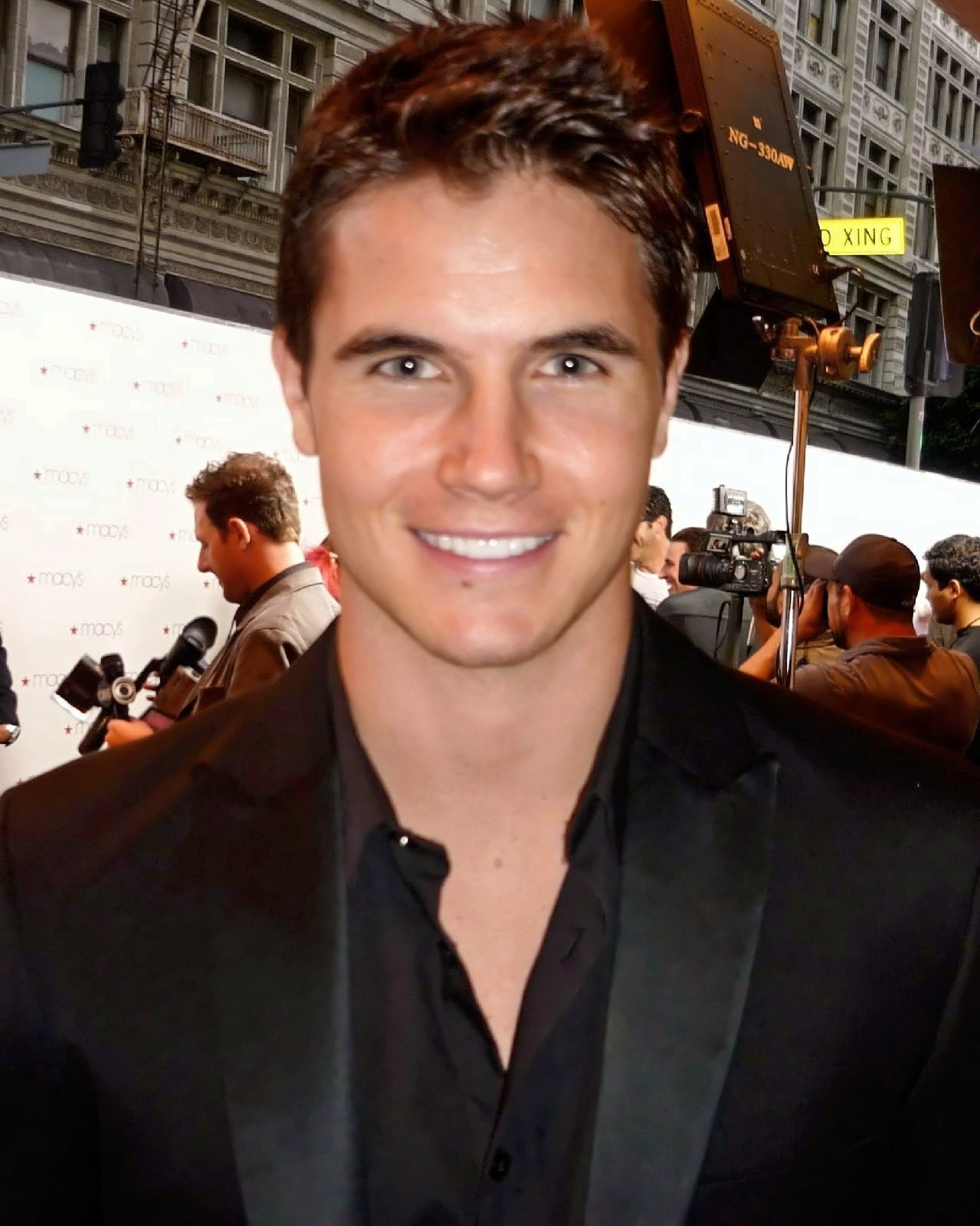
Робби Амелл, исполнитель роли агента Миллера
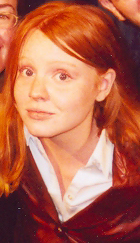
Лорен Эмброуз, исполнительница роли агента Эйнштейн

### Сценарий

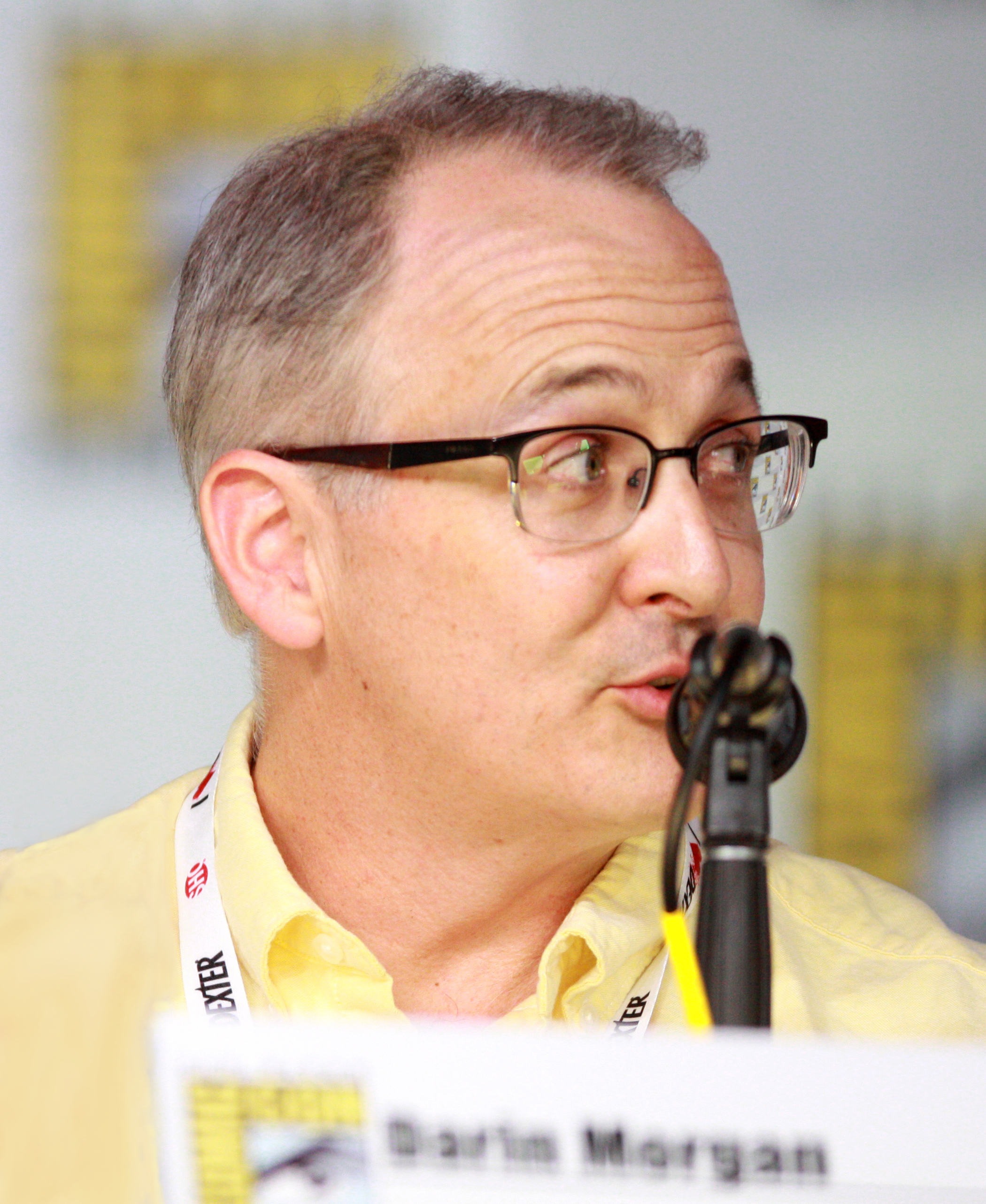
Дэрин Морган

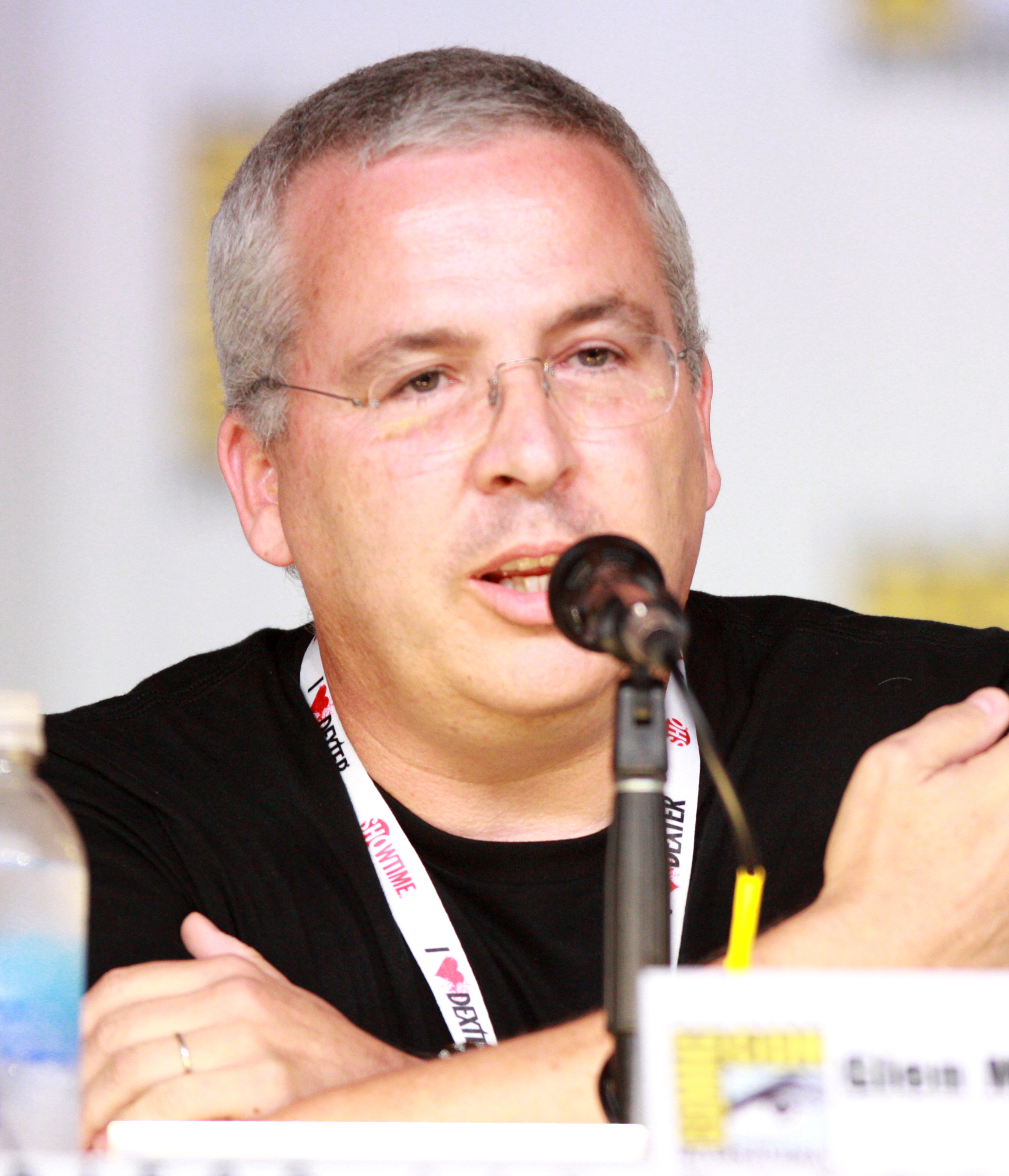
Глен Морган

Крис Картер сообщил о том, что в данном проекте будет выступать в качестве сценариста и исполнительного продюсера. К работе над сценарием также предполагалось привлечь Дэрина Моргана, Джеймса Вонга и Глена Моргана. Джеймс Вонг и Глен Морган ранее выступали в качестве сценаристов сериала в течение первого, второго и четвёртого сезонов, а Дэрин Морган написал несколько сценариев серий во втором и третьем сезонах. После объявления о начале работы над сериалом ходили слухи, что в команду Картера могут вернуться сценаристы Фрэнк Спотниц и Винс Гиллиган, но они не подтвердились. Но есть и хорошие новости, Марк Сноу вновь выступит в роли композитора сериала.
До съёмок Картер сообщил о том, что у него есть идеи для каждого персонажа, сериал будет стремиться к тому, чтобы рассказать свежие истории в «новых политических условиях». Он пояснил, что после завершения сериала он собирал примечательные новости для использования в будущем. Картер также заявил, что сюжет сериала не будет связан с 10 сезоном комиксов и будет состоять из эпизодов, посвящённых мифологии и эпизодов с «монстрами недели». Картер сам написал и срежиссировал первый, пятый и шестой эпизоды. Сценаристом и режиссёром второго эпизода выступил Джеймс Вонг, третьего — Дэрин Морган, а четвёртого — Глен Морган. Учёный и профессор биологии Анна Саймон, консультировавшая создателей оригинального сериала, так же вернулась в проект, в качестве советника по науке.

### Съёмки
В марте 2015 года планировалось отснять не менее десяти серий, однако позже было решено отснять всего шесть серий. Решение сократить количество заказанных серий было принято с учётом напряжённого графика главных героев сериала Духовны и Андерсон. В интервью Духовны ссылался на свой возраст, как и прочего состава сериала, полагая, что им просто не хватит сил на полноценный сезон. Съёмки начались 8 июня и закончились 3 сентября 2015 года.

## Маркетинг
Тизер мини-сериала был показан 24 июля 2015 года на телеканале Fox.

## Список эпизодов
Знаком ‡ выделены эпизоды, относящиеся к так называемой «мифологии» сериала (его основной сюжетной линии).
| № общий | № в сезоне | Название                                                                                | Режиссёр     | Автор сценария                                                            | Дата премьеры   | Произв. код | Зрители в США (млн) |
| --- | ---------- | --------------------------------------------------------------------------------------- | ------------ | ------------------------------------------------------------------------- | --------------- | ----------- | ------------------- |
| 203 | 1          | «Моя борьба»‡ «My Struggle»                                                             | Крис Картер  | Крис Картер                                                               | 24 января 2016  | 1AYW01      | 16.19               |
| Фокс Малдер и Дана Скалли связываются с Тэдом О'Мэлли, ведущим популярного конспирологического интернет-шоу, который считает, что раскрыл большой правительственный заговор. С помощью заместителя директора ФБР Уолтера Скиннера О'Мэлли хочет заручиться поддержкой бывших агентов Секретных материалов Малдера и Скалли, которые с тех пор разорвали отношения с ФБР. Через О'Мэлли они знакомятся со Светой, возможной жертвой похищения инопланетянами, которая делится шокирующей информацией, оспаривающей все, во что Малдер когда-либо верил о существовании инопланетян и роли правительства в их сокрытии. |            |                                                                                         |              |                                                                           |                 |             |                     |
| 204 | 2          | «Мутация Основателя» «Founder's Mutation»                                               | Джеймс Вонг  | Джеймс Вонг                                                               | 25 января 2016  | 1AYW05      | 9.67                |
| Учёный, работающий на Министерство обороны США, неожиданно совершает самоубийство. В ходе расследования Малдер и Скалли находят секретную лабораторию, где уже на протяжении десятилетий изучают детей с генетическими заболеваниями. |            |                                                                                         |              |                                                                           |                 |             |                     |
| 205 | 3          | «Малдер и Скалли встречают двуликого монстра» «Mulder and Scully Meet the Were-Monster» | Дэрин Морган | Дэрин Морган                                                              | 1 февраля 2016  | 1AYW03      | 8.37                |
| В лесу находят труп мужчины с перерезанной глоткой. Малдеру и Скалли предстоит выяснить, кто совершил преступление — серийный убийца, животное или таинственное существо, которое видели свидетели. Одновременно Фокс Малдер чувствует разочарование в деле всей своей жизни, поскольку пока отдел «Секретных материалов» 13 лет был закрыт, практически всё тайное стало явным. |            |                                                                                         |              |                                                                           |                 |             |                     |
| 206 | 4          | «Снова дома» «Home Again»                                                               | Глен Морган  | Глен Морган                                                               | 8 февраля 2016  | 1AYW02      | 8.31                |
| Малдер и Скалли отправляются на расследование убийства городского чиновника, которое вряд ли мог бы совершить человек. Тем временем Скалли сталкивается с личной трагедией, которая возвращает былые чувства к ребенку, которого она отдала на усыновление. |            |                                                                                         |              |                                                                           |                 |             |                     |
| 207 | 5          | «Вавилон» «Babylon»                                                                     | Крис Картер  | Крис Картер                                                               | 15 февраля 2016 | 1AYW04      | 7.07                |
| Когда взрывают художественную галерею, которая выставляет потенциально нежелательное искусство, Малдер и Скалли ищут какой-то способ общения с подрывником, находящимся в коматозном состоянии, с целью предотвращения будущих атак. Между тем пара молодых агентов ФБР, ведущих дело, давит на Малдера и Скалли, чтобы проверить свои собственные убеждения, поскольку Скалли ищет ответы в неврологии, а Малдер — в мистике. |            |                                                                                         |              |                                                                           |                 |             |                     |
| 208 | 6          | «Моя борьба II»‡ «My Struggle II»                                                       | Крис Картер  | Сюжет: Крис Картер, Маргарет Фирон и Энн Саймон Телесценарий: Крис Картер | 22 февраля 2016 | 1AYW06      | 7.60                |
| Расследование, которое Малдер и Скалли начали со сторонником теории заговора Тэдом О`Мэлли, кажется, пробудило могущественных врагов. Распространяется паника, когда люди по всей стране начинают тяжело заболевать, и Скалли должна попытаться найти лекарство. Тем временем Малдер сталкивается с человеком, который, как он считает, стоит за всем этим. Но другая фигура из прошлого Малдера и Скалли может оказаться ключом к их спасению. |            |                                                                                         |              |                                                                           |                 |             |                     |